# 審判服
審判服（しんぱんふく）とは、スポーツの審判員が競技を裁く際に着用する衣服。

## 野球

### メジャーリーグベースボール
マーク入り帽子に黒色または水色半袖のポロシャツにグレーのスラックス。ブレザー（審判ブレザー）、ブルゾンも黒色。左胸にメジャーリーグのマークと右腕に番号がそれぞれ付いている。

### プロ野球
2009年にセ・パ両リーグの審判部が統合されたことに伴い、2012年より審判ユニフォームが統一された。黒色基調に水色のパイピングが入った半袖ポロシャツとグレーのスラックスのほか、黒色基調の長袖ポロシャツや水色基調の夏用ポロシャツも用意された。球審用ジャケットも復活し、開幕戦や日本シリーズで着用する。帽子やユニフォームの左胸をはじめとして、全ての用具にNPBロゴが入る。ユニフォームサプライヤーはエスエスケイ。防具サプライヤーはミズノ、ウィルソン。
2011年まで
- セントラル・リーグは黒色か水色、半袖または長袖のポロシャツにグレーのスラックス。ブレザー、ブルゾンも黒色。オールスターでは、2005年は黒色半袖シャツで右胸に「サンヨーオールスターゲーム」の赤字ロゴ。2006年は黒色半袖シャツで左腕にサンヨーオールスターゲームのロゴ入り。2007年も黒色半袖シャツだが右胸にガリバーオールスターゲームのロゴ入り。
- パシフィック・リーグは紺色半袖のポロシャツ（両脇腹に赤色や水色のラインが入っている）にグレーのスラックス。ブレザー、ブルゾンも紺色。球審は両腕にサポーターをつけることが多い。長袖のアンダーシャツに半袖のポロシャツを着る審判もいる。オールスターでは、2004年から特注の審判服を着る。2004年は紺色地に両肩から両脇腹にかけて白色のライン。2005年は赤シャツ。2006年は薄水色のシャツ。2007年は両脇腹に白色のラインが入った通常シャツで右胸にガリバーオールスターゲームのロゴ入り。

両リーグともマーク入り帽子に左胸にリーグのマーク（日本シリーズの場合は専用のマーク）、セ・リーグは右腕に、パ・リーグは左腕に番号がそれぞれ施されている。
現在ではブレザーはあまり見られなくなり、ポロシャツやブルゾンなど、動きやすい服が多い。以前はセ・リーグは半袖や長袖のワイシャツであり、1970年代以前はネクタイをつけていた。1970年代中盤には夏場に蝶ネクタイをしていた時期があった。パ・リーグは1980年代〜1990年代前半までポロシャツのようなシャツがあったが、その後ワイシャツが使われた。

また、季節や気候によって球審だけ違う審判服を着ている場合がある。

### アマチュア野球
昔はソフトボールも含め、紺色シャツに紺色スラックスか白長袖シャツに紺色スラックスが半世紀近く続いたが（これは学生を卒業した後に審判員に転向しやすいように、学生服をそのまま応用したため）、現在は大きく変化してきている。
- 社会人野球
  - 都市対抗野球は本選、予選とも、昔は白地に黒の縦縞シャツに紺色スラックス、無地の帽子だったが、現在はBFJマーク入り帽子に黒色半袖のポロシャツにグレーのスラックス。左胸にワッペンと右腕に番号がそれぞれ施されている。
  - 日本選手権予選は水色長袖シャツにグレーのスラックス。本選は水色半袖シャツにグレーのスラックス。ブレザー、Vジャンとも紺色。帽子は予選本選ともBFJマーク入り帽子。
- 大学野球
  - 無地の帽子に基本は水色半袖か長袖シャツにグレーのスラックス。大会によってはオレンジ色の半袖シャツを着用する。
- 高校野球
  - 選抜高等学校野球大会（春の甲子園）は水色長袖シャツにグレーのスラックス、ブレザー、Vジャンとも紺色（1999年第71回大会から採用。）
  - 全国高等学校野球選手権大会（夏の甲子園）は水色半袖シャツにグレーのスラックス。（1998年第80回記念大会から採用。）
  - 両大会とも無地の帽子で左胸にFワッペンが施されている。なお、現在の高校野球審判員の服装は、国際野球連盟標準仕様、ならびにボーイズリーグ規定の服装でもある。
- 軟式野球
  - 各都道府県連でバラバラだが、基本はJSBBマーク入り帽子と白長袖シャツにグレーのスラックス。ブレザー、ブルゾン、ウィンドブレーカーは紺色。左胸にはJSBBワッペンが施されている。また、全国大会時には全国大会用の審判服になり、都道府県によってはその時の審判服がそのまま連盟の審判服に活かされる事もある。

## ソフトボール
JSAマーク入り帽子にソフトボール専用水色の半袖か長袖シャツ（季節に応じて着分ける）に紺色のスラックス。セーター、ブルゾンは紺色。左胸にJSAマークが施されている。

## サッカー
黒の半袖シャツに黒の半ズボンが基本。大会によって服装が変わる。2002年のワールドカップでは、金色シャツに黒色半ズボンで行われた。予め数種類のカラーを用意しており、選手が審判員を味方選手や敵選手と誤認したことによるミスプレイや、判定ミスを防ぐ目的で、両チームのユニフォームとかち合わない色を選ぶリーグもある。また、公認審判員はJFA REFEREE（JFA公認審判員）のワッペンかFIFA REFEREE（国際主審）、FIFA ASSISTANTREFEREE（国際副審）のワッペンをつけている。

## バスケットボール
- 日本では1980年代までは白黒のストライプシャツにグレーのスラックスだったが、現在はグレーのシャツに黒のスラックスが正式なユニフォーム。
- 国際試合を担当する国際審判員（FIBA Referee）は、国際バスケットボール連盟（FIBA）や各大陸連盟（アジアはFIBA-ASIA)の公認するグレーと黒を基調とした審判服を着用する。
- 公認審判は左胸に公認章（ワッペン）を着用する。公認章は、日本バスケットボール協会が定めたS・A・B・C・D・E級のそれぞれに定められているがS〜Dまではデザインは同じで緑基調であるが、E級は赤基調のデザインとなっている。日本バスケットボール協会所属のFIBA Refereeも、国内大会ではS級公認審判員章を着用して活動する。
- NBA公認審判は左胸にNBAマークの公認章、襟と袖口に赤青ストライプ（内側が青）の付いたグレーのシャツに黒のスラックスを着用する。

## バレーボール
- 日本では1999年頃まで、白のシャツ、白のベルト、白のスラックス、白のソックス、白のシューズが審判員のユニフォームであった。現在は淡いグレーを基調として紺のカラーと肩から袖口まで紺のライン、そして腕に二本の金ラインが入った日本協会公認審判シャツと紺のスラックスが公式なユニフォームとなっている。現在、アシックス、ミズノ、デサントの三社製がある。
- 国際試合を担当する国際審判員も白のシャツ、白のベルト、白のスラックス、白のソックス、白のシューズが公式ユニフォームであったが、現在は、国際バレーボール連盟（FIVB）の公認する紺を基調とした審判服を着用する。（MIKASA製）
- 公認審判員は胸部中央に公認審判員章（ワッペン）を着用する。公認章（ワッペン）には、日本バレーボール協会が公認する名誉審判員、A級公認審判員、A級候補公認審判員、B級公認審判員、C級公認審判員の五種類がある。また、都道府県協会や日本協会加盟団体が公認する公認審判員資格章もある。A級公認審判員の中で特に優秀な技量を持った審判員はFIVBの主催する国際審判員候補認定講習会を経て、国際審判員候補の資格を得る。その後の活動により、国際審判員へ推薦される。日本バレーボール協会所属の国際審判員は、国際試合・国内大会を通して、FIVBの国際審判員公認章を着用する。
- 家庭婦人バレーボール連盟では、白のポロシャツ、紺のスラックスを着用する家庭婦人バレーボール連盟の内規がある。

## 相撲
- 大相撲
  - 土俵下の勝負審判員は、黒の紋付羽織袴姿。
- アマチュア相撲
  - 審判の服装は、白長袖のシャツに黒色の蝶ネクタイで白スラックス。両手に白手袋を着用する。

## ラグビー
- 主審：シャツは半袖と長袖とを季節によって使い分けるが、スラックスは季節に関係なく、半ズボンである。
- 線審：線審も主審と同じ審判服の使い分けであるが、かつては寒い季節のみブレザーを着て審判をしていた。

## ボクシング
- プロボクシング
  - 主審：「軽装な服装」と規定されているが、白の長袖シャツに黒のスラックスを着用することが多い。
  - 副審：スーツを着用する。
- アマチュアボクシング
  - 主審：白の長袖シャツと白のスラックスを着用することが定められている。これは血が飛び散るような試合を続けないようにするための目安となるためである。
  - 副審：スーツを着用する。